# Semigarrapatea

Semigarrapatea

Silenci de semigarrapatea

La semigarrapatea o octifusa és una figura musical. Dura 1/256 del que dura una rodona, és a dir la quarta part d'una semifusa o la meitat d'una garrapatea.
Sobretot es va usar a la música barroca, però la dificultat de la seva interpretació va fer que gairebé deixés de ser usada.